# Les Titans du ciel
Pour plus de détails, voir Fiche technique et Distribution.
Les Titans du ciel (titre original : Hell Divers) est un film américain réalisé par George W. Hill, sorti en 1931.

## Synopsis
Windy Riker est un mitrailleur aérien chevronné aux commandes d'un bombardier en piqué modèle Helldiver de l'U.S Navy, dont il est le chef d'escadron. Il est sur le point de partir au Panama à bord du porte-avions USS Saratoga, alors qu'il vient de perdre son titre champion à la mitrailleuse après que le jeune Steve Nelson ait rejoint l'escadron. Windy, qui a la réputation d'utiliser ses poings pour faire respecter la discipline, est accusé par la police locale d'avoir saccagé un bain turc. Il est cependant sauvé par le capitaine de corvette Jack Griffin qui intervient en sa faveur. Griffin et son second, le lieutenant Duke Johnson, conviennent que Nelson est le meilleur candidat pour remplacer Windy, qui songe à prendre sa retraite.
Les chefs se livrent à une rivalité amicale jusqu'à ce que l'escadron pratique une nouvelle technique de bombardement en piqué et que Steve devienne un héros, sauvant la base d'un bombardement accidentel en grimpant en plein vol sur l'aile de son appareil pour maintenir en place une bombe qui ne se libérait pas. Les sentiments deviennent amers lorsque Steve contredit l'explication de Windy sur l'accident et que Windy le frappe par ressentiment. Ce dernier est réprimandé par Duke lorsque l'officier voit la scène. Lorsque Ann Mitchell, l'amour de Steve, lui rend visite, il la demande en mariage mais Windy fait une plasianterie à Steve pour se venger. Ignorant qu'Ann est la fiancée de Steve et non une simple fille qu'il cherche à impressionner, Windy soudoie une vieille connaissance, Lulu, pour qu'elle se fasse passer pour l'amante outragée de Steve. Ann part bouleversée et ne veut pas écouter les explciation de son petit ami.
Lors d'un vol de nuit, Griffin perd un bras à la suite d'une collision avec des avions qui reviennaient à la base. Il est alors mis à la retraite et remplacé au commandement du par Duke Johnson. Windy devient son artilleur et pendant un exercice de bombardement au large du Panama, Windy égare son livre de codes et retarde le décollage de l'escadron. En guise de punition, il est affecté à la supervision d'une équipe de travail lorsque le navire accoste au port, ce qui le prive de liberté à terre et l'empêche de voir Mame Kelsey, la femme avec laquelle il souhaite s'installer après sa retraite.
Steve, qui connaît Mame, la rencontre sur le quai et partage sa calèche mais apprenant cela Windy se faufile en ville. Mame tente de convaincre Steve de régler ses différends avec Windy, puis favorise la paix entre eux lorsque ce dernier se présente à son hôtel. Cependant, après avoir bu un verre ensemble dans le bar, Windy déclenche une bagarre. Steve tente de l'aider à éviter la police locale mais Windy est jeté en prison. Alors que le Saratoga traverse le Canal de Panama, Mame libère Windy de sa prison et il se rattrape en volant le navire. Pour ses multiples transgressions, le capitaine du Saratoga réduit le grade de Windy au rang de second machiniste d'aviation de 1re classe pour avoir quitté son poste sans autorisation, s'être absenté sans permission et avoir manqué le départ du navire. De son côté, Steve devient à contrecœur chef de file.
Au cours d'un combat simulé, l'avion de Steve s'écrase près d'une île rocheuse, tuant son pilote et le laissant avec une jambe cassée. Duke et Windy atterrissent ensuite pour sauver Steve mais Duke souffre d'une blessure à la tête et Windy doit alors sauver les aviateurs. Ils n'ont qu'un récepteur radio et sont non repérable en raison du fort brouillard. En attenand, les secours, Steve et Windy deviennent amis et Windy écrit un mot à Ann pour lui avouer ce qu'il a fait avec Lulu. Après quatre jours sur l'île, l'état de Duke s'aggrave, tandis que Steve est victime d'un empoisonnement du sang et apprenant par la radio que le Saratoga est sur le point de quitter ces eaux. N'ayant plus rien à perdre, Windy tente de faire voler le bombardier de Duke en plein brouillard avec Duke dans le cockpit arrière et Steve sur l'aile. Après quelques instants de doutes, ils finissent par trouver le porte-avions mais s'écrasent sur le pont d'envol lors de l'atterrissage. Windy meurt sur le coup et selon sa dernière volonté, il est enterré en mer alors qu'une formation d'avions les survole.

## Fiche technique
- Titre : Les Titans du ciel
- Titre original : Hell Divers
- Réalisation : George W. Hill
- Assistant-réalisateur : Robert E. Barnes
- Scénario : Harvey Gates, Malcolm Stuart Boylan, d'après une histoire de Frank "Spig" Wead
- Photographie : Harold Wenstrom et Harold Lipstein (non crédité)
- Montage : Blanche Sewell
- Direction artistique : Cedric Gibbons
- Producteur : George W. Hill
- Société de production : Metro-Goldwyn-Mayer
- Société de distribution : Metro-Goldwyn-Mayer
- Pays de production : États-Unis
- Langue de tournage : anglais américain
- Genre : Film dramatique, Film d'aventure
- Format : Noir et blanc - 35 mm - 1,37:1 - Son : Mono (Western Electric Sound System)
- Durée : 109 minutes (1 h 49)
- Dates de sortie : 
  - États-Unis : 29 octobre 1931 (première à San Bernardino)
  - États-Unis : 16 janvier 1932 (sortie nationale)
- Affiches : Jacques Bonneaud, Roland Coudon (France)

## Distribution
- Wallace Beery : CPO H.W. 'Windy' Riker
- Clark Gable : CPO Steve Nelson
- Conrad Nagel : D.W. 'Duke' Johnson
- Dorothy Jordan : Ann Mitchell
- Marjorie Rambeau : Mame Kelsey
- Marie Prevost : Mrs. Lulu Farnsworth
- Cliff Edwards : Baldy
- John Miljan : Lt. Cmdr. Jack Griffin
- Landers Stevens : Amiral
- Reed Howes : Lt. Fisher
- Alan Roscoe : Capitaine, U.S.S Saratoga
- Frank Conroy : Chapelain
- Jack Pennick : Un marin
- Niles Welch : Un lieutenant-commandant
- John George : Un pilier de bar

## À noter
- Le film a été tourné du 26 juin 1931 au 7 août 1931 à bord de l'USS Saratoga, à la Naval Air Station North Island de Coronado, en Californie, à San Diego, au canal de Panama ainsi qu'aux Metro-Goldwyn-Mayer Studios de Culver City.
- Lors de la scène où l'escadrille rejoint l'USS Saratoga, certaines scènes d'appontage font apparaître un « cache » noir. Il ne s'agissait pas d'une défaillance technique, mais en cette année 1931, la technique d'appontage était encore un secret militaire qui ne devait pas être porté à la connaissance d'autres pays.
- On peut voir un extrait de ce film dans L'aigle vole au soleil de John Ford, qui retrace la carrière de Frank "Spig" Wead. Ce dernier écrivit l'histoire qui inspira Les Titans du ciel.